# Richbunea incomposita
Richbunea incomposita is een mosdiertjessoort uit de familie van de Celleporidae. De wetenschappelijke naam van de soort is, als Osthimosia incomposita, voor het eerst geldig gepubliceerd in 1984 door Gordon.